# Albești-Paleologu
Albești-Paleologu – wieś w Rumunii, w okręgu Prahova, w gminie Albești-Paleologu. W 2011 roku liczyła 1810 mieszkańców.